# 緣石壩

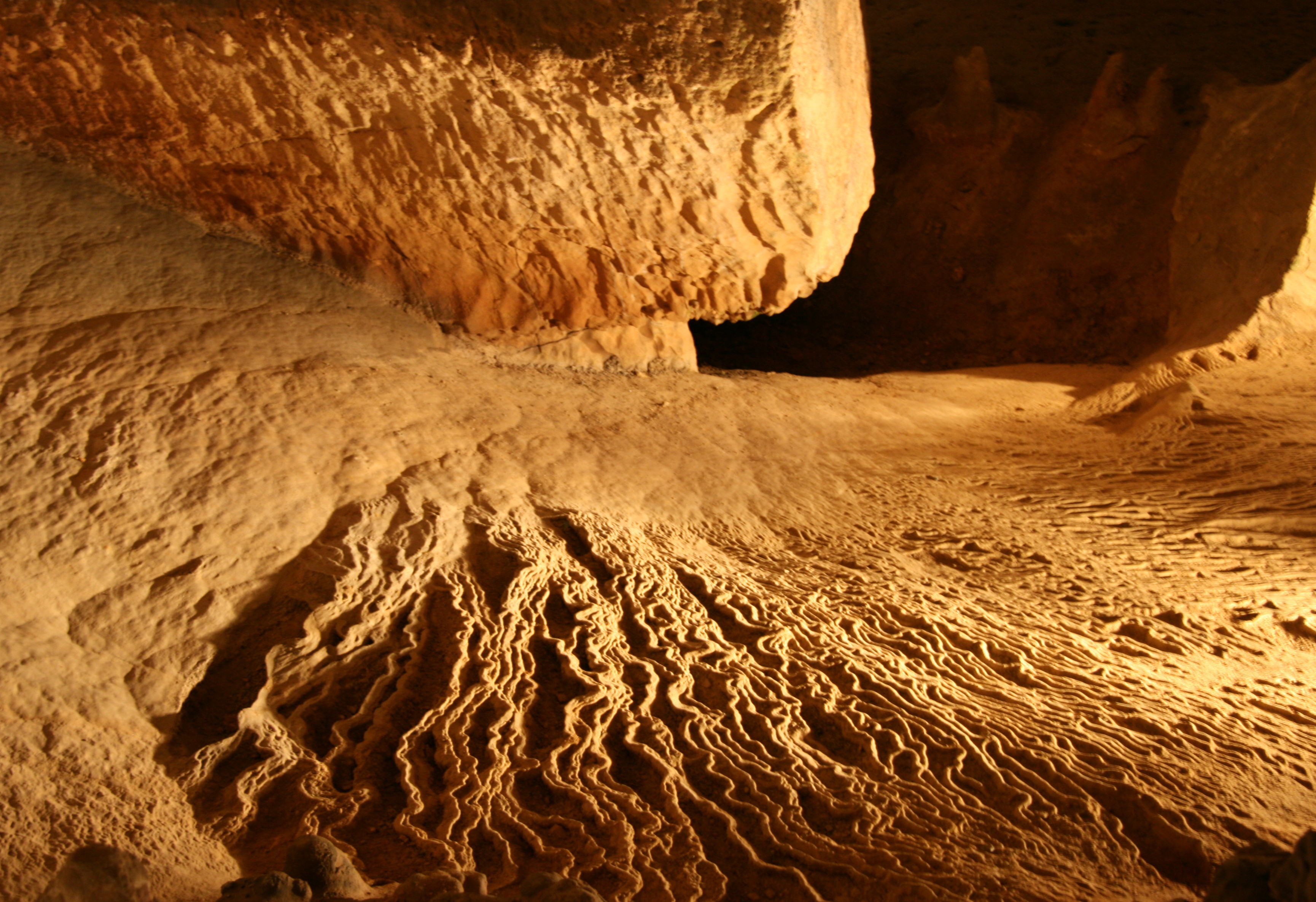
弗吉尼亞州Endless Caverns洞穴, 緣石壩

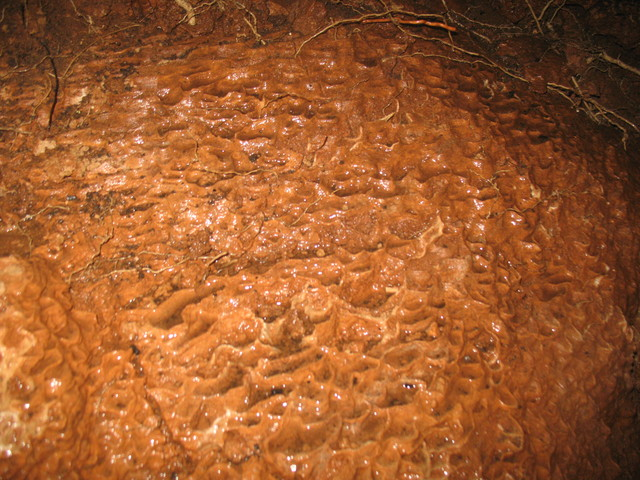
安圭拉Cate's Cave洞穴, 緣石壩

緣石（英語：Rimstone）或緣石壩，是一種在洞穴池邊緣的堆積物，形似石坝。  由方解石和其他矿物质組成。 這些堆積物看起來像樓梯，其水平表面上有細小的微溝。由緣石壩圍成的洞穴池，盆地能延伸超過數百英尺像梯田，在老撾的Tham Xe Biang Fai，其中單個盆地長達200英尺（约61米）。

### 形成原因
緣石壩的形成的地方需要有一些坡度，當水流過水池中凸起部位時，流水流速加快。所造成的湍流會引起矿物中二氧化碳的脫氣散失，並導致礦物質在水池凸起部位的沉澱。這些凸起部位通常是水池邊緣。緣石壩呈弧形指向下游，内侧为灰化池，池内底部和緣石壩内侧常见快速结晶的珊瑚状方解石晶簇群。緣石壩高度几厘米到2米不等，一般数十厘米，边坝厚度几厘米到20厘米，灰化池面积一般从不足1平方米到十几平方米，个别大型钙化池可达数十乃至上百平方米。
水流通道越陡，緣石壩往往更高。而在淺坡度水流通道中，形成的緣石壩則會更低、更曲折。緣石壩是一种常見的洞穴構造，除此之外，常見的洞穴構造還有流石、鐘乳石和石筍等。